# Hachiya Yoritaka
Hachiya Yoritaka est un nom japonais traditionnel ; le nom de famille (ou le nom d'école), Hachiya, précède donc le prénom (ou le nom d'artiste).
Hachiya Yoritaka (蜂屋 頼隆, 1534-3 novembre 1589) est un samouraï de l'époque Sengoku de l'histoire du Japon, au service du clan Oda.  Il est décédé sans héritier et sa famille a donc disparu.

## Source de la traduction
- (en) Cet article est partiellement ou en totalité issu de l’article de Wikipédia en anglais intitulé « Hachiya Yoritaka » (voir la liste des auteurs).